# Kosovo
Cet article concerne le Kosovo. Pour les autres significations, voir Kosovo (homonymie).
Cet article concerne la république du Kosovo en général et depuis 2008 en particulier. Pour le régime en place dans le pays entre 1990 et 2000, voir République de Kosova.
République du Kosovo
(sq) Republika e Kosovës 
(sr-Latn) Republika Kosovo 
(sr-Cyrl) Република Косово 
Le Kosovo ou Kossovo, (en albanais Kosovë ou la forme définie Kosova ; en serbe Kosovo et Косово), en forme longue la république du Kosovo (en albanais Republika e Kosovës ; en serbe Republika Kosovo et Република Косово), est un État au statut contesté situé en Europe du Sud, plus particulièrement dans les Balkans, en ex-Yougoslavie.
Sa déclaration d'indépendance le 17 février 2008, avec Pristina comme capitale, est contestée par la Serbie, pour qui il s’agit d’une province autonome, la province autonome de Kosovo-et-Métochie (en serbe : Kosovo i Metohija, Косово и Метохија). L’indépendance du Kosovo n’est pas reconnue non plus par l’Organisation des Nations unies, ni par l’Union européenne (dont seuls 22 membres sur 27 reconnaissent l'indépendance du pays). En mars 2020, sur les 193 États membres de l'Organisation des Nations unies, 100 pays ont reconnu l'indépendance du Kosovo, 88 pays sont contre et cinq autres se sont abstenus. En revanche, depuis 2016, le pays est reconnu par la FIFA et le Comité international olympique et peut donc se présenter à la Coupe du monde de football et aux Jeux olympiques.
Le gouvernement kosovar exerce de facto son pouvoir sur la majorité du territoire. Sa partie nord, 15 % de la région, avec une population à majorité serbe, est contrôlée par les Serbes du Kosovo et revendique son maintien au sein de la Serbie. Un échange territorial avec la vallée de Preševo, peuplée majoritairement d'Albanais est régulièrement évoqué,,,, afin de régler le conflit.
Ce pays à majorité albanaise et ayant une minorité serbe a appartenu à différents États lors de son histoire. Enlevé à Byzance par la Serbie en 1170, le territoire est occupé par l'Empire ottoman en 1459 et fait de nouveau partie de la Serbie à partir du traité de Bucarest de 1913 mettant fin à la deuxième guerre balkanique. Il devient, après la Seconde Guerre mondiale, une province autonome de la Serbie au sein des différentes Yougoslavies, avant d'être placé sous administration de l’ONU le 10 juin 1999 en vertu de la résolution 1244 du Conseil de sécurité des Nations unies reconnaissant l'intégrité territoriale de la Serbie, à la suite des violents conflits qui ont opposé les autorités serbes aux séparatistes albanais et à des bombardements de l'OTAN lors de l'opération Force alliée à la fin des années 1990. Depuis les accords de paix de Koumanovo, datés du même jour[pas clair], une force de l’OTAN, la KFOR, assure la paix et l’ordre dans cette région.

## Dénomination
La région possède différentes dénominations. Le nom Kosovo est parfois francisé en Kossovo, parfois conservé sous la forme albanaise Kosova, autrefois francisé en Cossovie, (adjectif : cossovar) ; d'autres variantes sont parfois utilisées : Kasova, Casova,, Casoua. Le nom antique de Dardanie, est de plus en plus employé[réf. souhaitée].
Le terme « Kosovo », en serbe, désigne la vaste plaine constituant la partie orientale du pays telle qu’on le connaît actuellement. Le terme se rapporte à la bataille de Kosovo Polje, où l'armée serbe combattait les Ottomans qui voulaient occuper la Serbie. Kos signifie « merle » en serbe (à rapprocher du grec ancien κόσσυφος / kóssuphos) et -ovo est un suffixe serbe indiquant l'appartenance. Kosovo signifie donc « des merles », Kosovo Polje se traduisant par « Champ des Merles ».
Selon une autre étymologie, le nom serait derivé du turc ancien « Koh- soh- vah » signifiant aussi « Champ des Merles ».

## Histoire

### De la Préhistoire à l'Empire romain

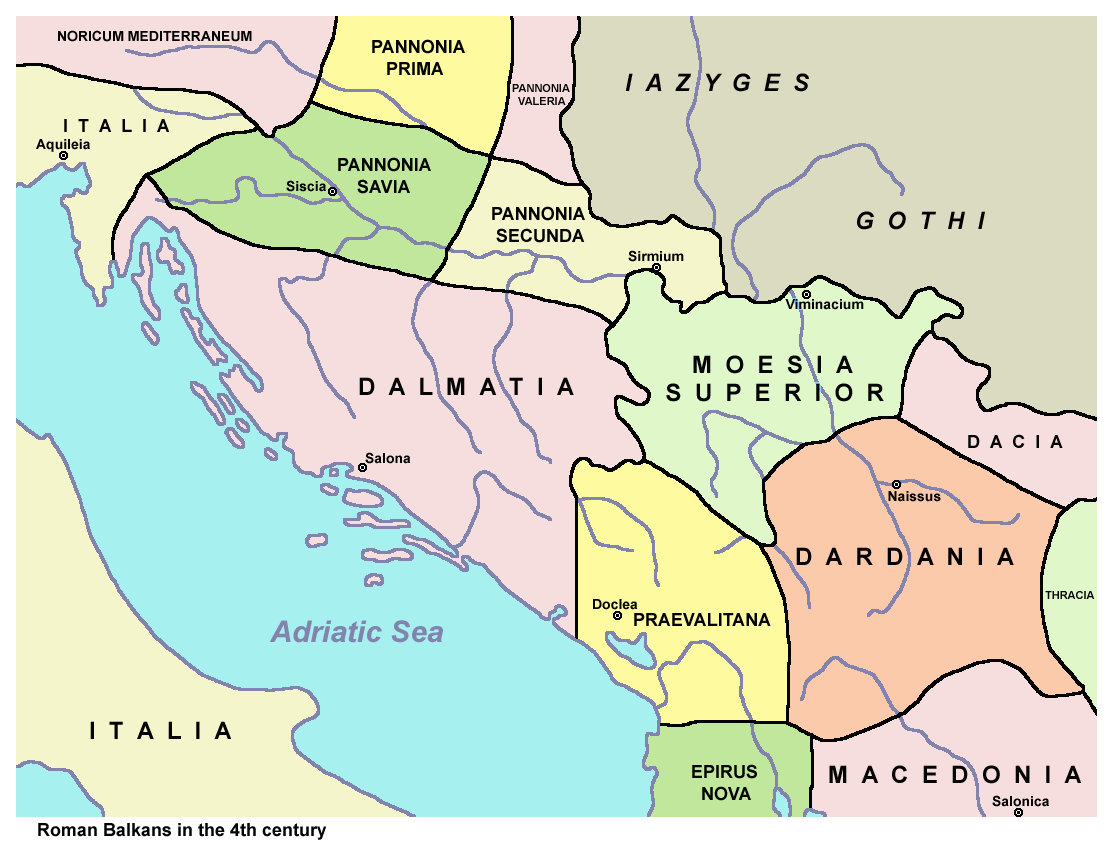

Les Illyriens apparaissent au XXe siècle av. J.-C., à une époque charnière entre l’âge du bronze et l’âge du fer. Ils constituent un royaume englobant une grande partie de la région balkanique. Les Illyriens sont considérés par certains auteurs comme les ancêtres directs, tant par leur culture que par leur langue, des actuels Albanais. Les Illyriens étaient divisés en plusieurs clans : les Taulantes, Ardianes, Dardaniens, etc. L'actuel Kosovo se trouvait alors essentiellement compris dans la région peuplée par les Dardaniens qui vivaient aussi dans une partie de l’actuelle Albanie du nord, du sud de la Serbie et du nord de la Macédoine du Nord jusqu’aux environs de Skopje. Après la conquête romaine, survenue aux alentours de 28 av. J.-C., les Dardaniens sont progressivement romanisés et l’ancienne colonie grecque de Naissus (actuelle Niš), située en Dardanie orientale, devient un carrefour stratégique de la province romaine de Mésie supérieure. Elle est même la ville natale de l’empereur Constantin qui fera de la Dardanie une province romaine à part entière en 284.

### De l’Empire serbe médiéval à l’Empire byzantin

Le royaume de Bosnie et le despotat de Serbie en 1422

La chute de l’Empire romain marque le début de nombreuses invasions barbares slaves dans la péninsule balkanique, qui touchèrent aussi bien la Dardanie que les autres régions des Balkans. Dès le Ve siècle, des tribus déferlent en masse, parvenant à s’implanter jusqu’en Thessalie, et ce dans l'ensemble des Balkans, certaines tribus étant même allées jusque dans le Péloponnèse. En cette même période, les Avars s’installent dans la contrée, conquérant la majeure partie de l’actuel Kosovo, n’échouant que devant Lipljan car confronté à de forts contingents byzantins. La Rascie, y compris ses terres méridionales, passe de nouveau sous domination byzantine après la mort de Vukan en 1115. À la fin du XIe siècle, la dynastie serbe des Nemanjić parvient à étendre considérablement les terres slaves et à en déplacer le centre de gravité. À la mort de Dušan en 1355 et à la suite de la dissolution de l'empire serbe, la majeure partie du Kosovo se trouve alors sous la domination du prince serbe Vuk Branković. À cette époque, associé aux territoires du prince Lazar, le pays de Vuk Brankovič devient prospère. D’anciens marchés se transforment également en villes prospères comme Prishtinë, Vushtrri ou encore Pejë.
En 1371, la bataille de la Maritsa ouvre aux Ottomans la porte des Balkans.

### Conquête ottomane

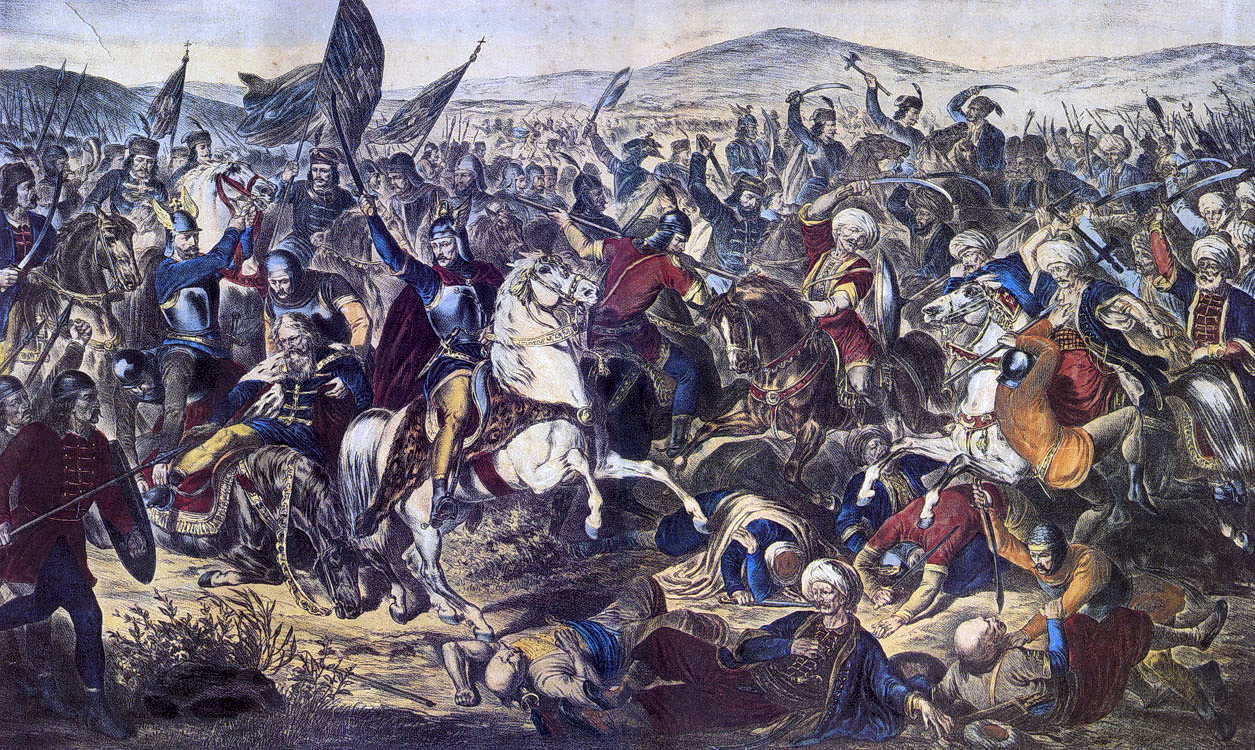
Illustration de la bataille de Kosovo Polje.

Dès le milieu du XIVe siècle, les Ottomans obtiennent des Byzantins une tête de pont en Europe (péninsule de Gallipoli), puis se frayent en quelques décennies un chemin jusqu'au cœur des Balkans. Le sultan Mourad, fort de ses nombreuses conquêtes sur les anciens domaines byzantins, décide de lancer une offensive contre les pays balkaniques au printemps 1389, accompagné de ses fils Jakub et Bayezid. De l’autre côté, le prince Lazar Hrebeljanović parvient à réunir une puissante armée en ralliant ses alliés, dont Vuk Branković et le roi de Bosnie Tvrtko Ier. La bataille de Kosovo Polje, le 15 juin 1389, ou « bataille du Champ des merles » (selon sa traduction en français), marque un tournant majeur dans l’histoire du Kosovo et de la Serbie : progressivement, les princes serbes acceptent de devenir vassaux du nouveau sultan Bayezid Ier.
En septembre 1448, une armée de croisés et de mercenaires venus de Hongrie, de Pologne, de Valachie, de Bohême et d’Allemagne, commandée par le chevalier hongrois Jean Hunyadi, traverse la Serbie et parvient jusqu’au Kosovo. Une grande bataille s’y engage du 17 au 19 octobre 1448, contre l’armée du sultan Mourad II, au cours de laquelle les croisés subissent un terrible revers.
En 1455, l'Empire ottoman fait un recensement ethnique des familles du Kosovo de façon à établir une politique de gouvernance, 46 étaient albanais et 13 000 serbes, ce document existe encore et se trouve dans les archives turques à Istanbul. Détail intéressant, le recensement turc touche aussi le nord de l'Albanie actuelle qui lui aussi est peuplé à très grande majorité de familles serbes, puisque sur 89 villages, 3 sont à majorité albanaise et 86 à majorité serbe. Le document est également connu sous le nom « habitants des terres des Branković »,,,. Le recensement de 1455 indique également qu'au Kosovo, il y a 480 communes, villes et villages (voir : Defter de 1455).
Au Kosovo, la conversion des Serbes à l’islam commence rapidement bien qu’elle reste faible dans cette partie de l'Empire. Dans certaines régions pauvres, il arrive que des villages entiers se convertissent afin de ne plus payer le djizîa et d’autres charges. L’invasion de l’Empire ottoman met fin également au système féodal qui régnait encore dans cette région. Les Ottomans, connaissant à cette époque une expansion culturelle sans précédent, transforment le pays au moyen d’une structure sociale et administrative beaucoup plus développée. Ils installent aussi des colons albanais convertis à l'Islam dans la région.
En 1557, Sokollu Mehmet Pacha décide d'accorder à l'Église serbe la restauration du patriarcat de Peć. Cependant, alors que l'empire des Habsbourg est en guerre avec l'Empire ottoman, les Autrichiens prennent des mesures pour favoriser la création d'une zone militaire tampon entre les deux territoires. Après l'échec du second siège de Vienne, en septembre 1683, l'Empire ottoman reflue face aux Autrichiens qui, avec l'aide des Serbes et de tribus albanaises catholiques, traversent le Kosovo en 1689 et parviennent jusqu'à Skopje en Macédoine.
Jusqu'à la grande migration serbe de 1690, le Kosovo était fortement lié au peuple serbe par son histoire et son peuplement. Si on ne peut établir clairement l'identité ethnique de la région à cette époque, on peut supposer qu'elle était en grande partie composée de Serbes et vraisemblablement déjà d'Albanais. Cependant, la grande migration de 1690 aura pour effet de vider le Kosovo d'une partie plus qu'importante de sa population serbe orthodoxe, on l'estime à 200 000 individus. Ainsi, c'est probablement à partir de cette époque que l'identité albanaise du Kosovo s'est réellement installée.

### Rattachement à la Serbie

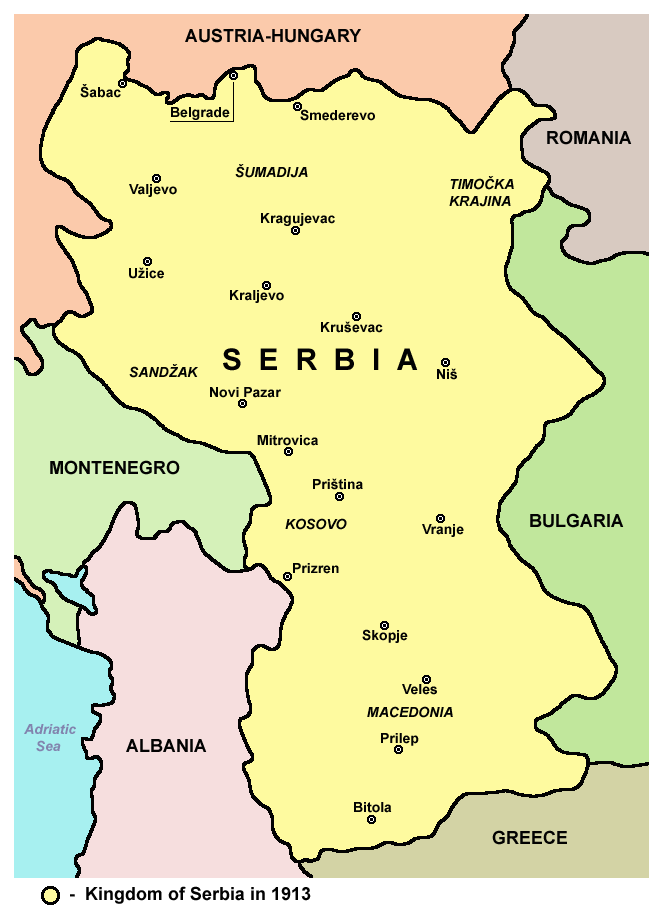
Carte du royaume de Serbie en 1913

À l'hiver 1878, le congrès de Berlin accorde officiellement l'indépendance à la Serbie ou, plus exactement lui accorde les terres au nord du Kosovo. Quant au Kosovo, il reste dans l'Empire ottoman. Ayant étendu les frontières du nouvel État serbe aux régions de Niš, Pirot, Toplica et Vranje, plusieurs milliers d'Albanais, les Muhaxheri (réfugiés) habitant la région de Toplica près de Niš, sont chassés vers le Kosovo resté sous domination ottomane. En 1912, les États balkaniques nouvellement affranchis de l'occupation ottomane décident d'unir leurs forces afin de libérer les terres restant sous contrôle ottoman. Soutenus par la Russie, ils repoussent les Ottomans aux portes de Constantinople. Tragiquement, une nouvelle guerre a lieu en 1913 et oppose cette fois les anciens alliés : la deuxième guerre balkanique. À l'origine d'un désaccord sur le partage des précédentes conquêtes, cette guerre se solde par la victoire de la Serbie. Réunie à Londres, le 17 décembre 1912, la conférence des ambassadeurs refuse à la Serbie, sous pression de l'Autriche-Hongrie, l'accès à la mer qu'elle convoitait par la vallée du Drin (Drim en serbe) mais, sous pression française et russe, lui octroie le Kosovo et la Macédoine.

### Tentatives de rattachement par le royaume des Serbes, Croates et Slovènes

Province autonome du Kosovo rattachée à la république socialiste de Serbie, membre de la république fédérative socialiste de Yougoslavie (1974-1990).

Après le premier conflit mondial, le 1er décembre 1918, naît le royaume des Serbes, Croates et Slovènes, État qui se veut rassembler tous les Slaves du sud en son sein comme l'avaient imaginé certains intellectuels serbes et croates des XVIIIe et XIXe siècles. Le nouveau royaume regroupe les régions balkaniques slaves anciennement contrôlées par l'Empire austro-hongrois (Slovénie, Croatie, Bosnie-Herzégovine et Voïvodine serbe) ainsi que l'État serbe indépendant et le Monténégro qui s'était réunifié à la Serbie quelque temps auparavant. La dictature du roi de Serbie ne fait qu'amplifier les tensions nationalistes. Le Kosovo, après avoir été occupé par l'armée serbe, est incorporé au royaume et formellement rattaché au nouvel État. Le monarque, tout en matant la résistance des Kaçaks, Albanais qui résistent à cette reconquête, et des Comitadjis de Macédoine, entreprend de « désalbaniser » la région en encourageant les Albanais à partir et en y favorisant la réinstallation de familles serbes et monténégrines.

### De la Seconde Guerre mondiale à la brève intégration albanaise avant la fédération yougoslave
Le Kosovo, la Métochie et une partie du Monténégro se voient inclus dans l'État d'Albanie sous contrôle de l'Italie fasciste. Tito reconnaît à la conférence de Bujan le « droit des Albanais à l'autodétermination ». Cependant, après que Tito eut rompu ses relations avec Joseph Staline, le 28 juin 1948, le parti communiste albanais sous la direction d'Enver Hoxha prend le parti de Staline. La frontière du Kosovo avec l'Albanie socialiste est alors fermée et Tito interdit aux 100 000 Serbes chassés du Kosovo pendant la Deuxième Guerre mondiale d'y revenir. La constitution yougoslave est amendée en vue d'accorder plus de contenu à l'autonomie de Kosovo, la « province socialiste autonome du Kosovo » étant formellement déclarée depuis 1945. Cet effort culmine avec la constitution de février 1974 où la république socialiste de Serbie perd tout droit de regard sur les affaires internes du Kosovo : celui-ci est directement représenté dans les instances fédérales, « à égalité de droit » des républiques et des provinces autonomes ainsi que des peuples et des nationalités.

### Des conflits interethniques lors de la désintégration yougoslave à l'intervention de l'OTAN en 1999

Carte de la république fédérative socialiste de Yougoslavie

En mars 1981, des manifestations d'Albanais réclamant le statut de république tournent à l'émeute : la répression serbe fait des dizaines de morts et des centaines de blessés du côté albanais. Slobodan Milošević, devenu deuxième homme du Parti communiste yougoslave, met en œuvre deux coups de force dans les provinces autonomes et républiques liées à la Serbie : « révolution des yaourts » en 1988 en Voïvodine et « révolution antibureaucratique » au Monténégro en janvier 1989. Le 28 mars 1989, l'autonomie constitutionnelle du Kosovo est abolie. Des chefs politiques albanais s'organisent en conséquence contre la suppression d'autonomie du Kosovo. Le 2 juillet 1990, une majorité des députés chassés du Parlement publient une « déclaration constitutionnelle » faisant du Kosovo une république. Puis, après le référendum des mois de septembre et octobre 1991, l'indépendance du Kosovo est proclamée. Ibrahim Rugova met sur pied une société parallèle au Kosovo : il remporte des élections clandestines et devient président de la république du Kosovo. Déçus par l'indifférence de la communauté internationale, certains Albanais rejettent l'autorité de Rugova.
En 1997, l'Armée de libération du Kosovo connue sous son acronyme UÇK (en albanais Ushtria Çlirimtare e Kosovës et en serbe Oslobodilačka Vojska Kosova) profite du pillage des arsenaux en Albanie pour s'équiper et entreprendre une campagne de guérilla : elle revendique plusieurs attentats contre l'armée et la police serbes. En réponse à ces actions, et surtout pour neutraliser son opposition par une nouvelle guerre, Milošević massacre en février et mars 1998 les familles de guérilleros présumés, provoquant une insurrection massive. Cette insurrection lui permet ensuite, sous prétexte de contre-terrorisme, de lancer une campagne de destruction de dizaines de milliers de maisons, chassant plus d'un million d'Albanais du Kosovo vers l'Albanie, la Macédoine et le Monténégro[réf. nécessaire].
Après leur expérience en Croatie puis en Bosnie-Herzégovine et craignant une extension du conflit à la Macédoine, les pays occidentaux décident de réagir. C'est à cette période que le gouvernement allemand présente le plan Fer-à-cheval visant à la déportation des Albanais du Kosovo, mais dont l'authenticité fait débat. Finalement, entre le 24 mars 1999 et le 10 juin 1999, l’OTAN procède à des frappes aériennes sur la Serbie (opération Force alliée) et contraint Milošević à se retirer du Kosovo. La région passe sous l'administration des Nations unies en vertu de la résolution 1244 du Conseil de sécurité en date du 10 juin 1999. Près d'un million de Kosovars reviennent progressivement sur leurs terres et, en compagnie d'autres ONG internationales, la Centrale sanitaire suisse apporte une aide médicale à ces populations en détresse.

### 1999-2008: statut indéterminé

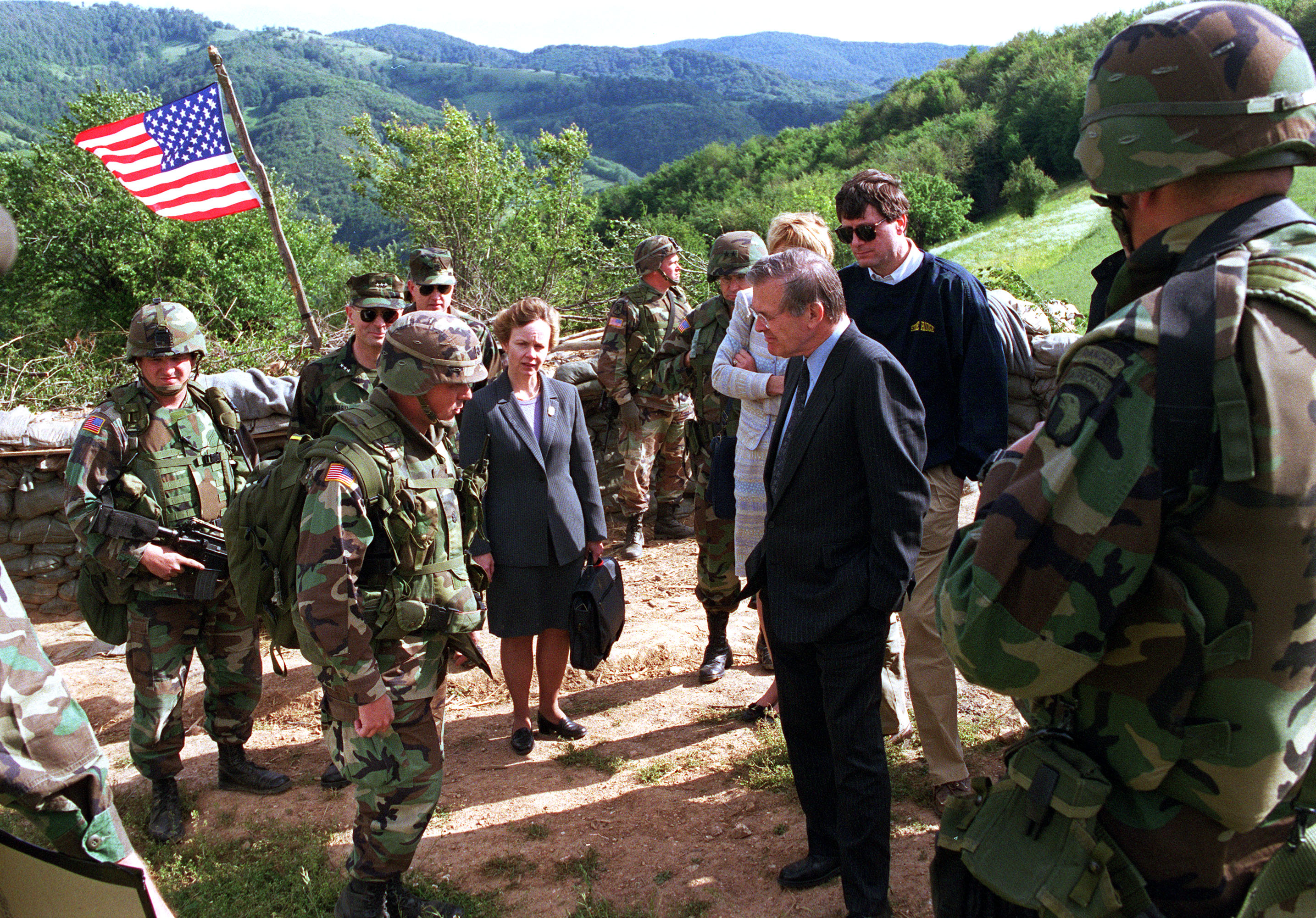
Donald Rumsfeld au Kosovo en 2005

De 1999 à 2008, le statut final du Kosovo est indéterminé, ce qui paralyse son développement politique et contribue à une situation sociale tendue. En droit international, la résolution 1244, tout en affirmant le caractère provisoire de ce statut, affirme l'attachement de l'ONU à l'intégrité territoriale de la république fédérale de Yougoslavie, remplacée en février 2003 par la Serbie-et-Monténégro dont la Serbie est l'héritière politique.
Le 2 novembre 2005, l'ancien président finlandais Martti Ahtisaari est mandaté par l'ONU afin de superviser les négociations entre le gouvernement serbe et le gouvernement kosovar sur le statut final du Kosovo. Après le décès du président Ibrahim Rugova, figure emblématique du mouvement indépendantiste albanais, le 21 janvier 2006, des pourparlers entre le gouvernement du Kosovo, la diplomatie européenne et le gouvernement serbe prennent place à Vienne entre mars 2006 et mars 2007. Le 26 mars 2007, Ahtisaari soumet ses propositions sur le statut final du Kosovo au Conseil de sécurité des Nations unies. Il prévoit d'accorder au Kosovo le statut d'État indépendant, possédant ses propres symboles, sa constitution et son armée, sous le contrôle de la communauté internationale. Les États-Unis étaient favorables à l'indépendance de la province, alors que la Russie et la Serbie affirment que cette indépendance serait contraire au principe de l'unité territoriale de la Serbie défendu par la résolution 1244.

### 2008: déclaration d'indépendance contestée

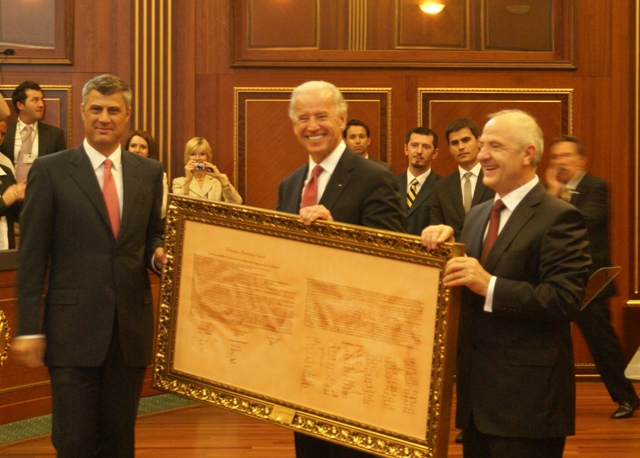
Joe Biden et Hashim Thaçi : Déclaration d'indépendance du Kosovo

Le 17 février 2008, le parlement de la province, réuni en session extraordinaire, vote le texte présenté par le Premier ministre Hashim Thaçi proclamant l'indépendance du Kosovo : 
«  Nous proclamons l'indépendance du Kosovo, État indépendant et démocratique […] À partir de maintenant, le Kosovo a changé de position politique, nous sommes désormais un État indépendant, libre et souverain. »
Le nouveau gouvernement de la république du Kosovo n'exerce toutefois pas un contrôle réel sur la partie nord du pays, les populations d'origine serbe étant majoritaires dans les communes de Zvečan, Zubin Potok et de Leposavić et de Mitrovica. Dans les jours suivants, un certain nombre de pays dont les États-Unis, la France, l'Allemagne ou le Royaume-Uni (voir la section dédiée) reconnaissent l'indépendance du Kosovo malgré les protestations de la Serbie. Le Conseil de sécurité de l'ONU est divisé sur la question, la Russie et la Chine ayant déclaré la déclaration d'indépendance du Kosovo illégale.
Le 2 décembre 2008, l'accord sur le déploiement (accord établi avec l'aval de Belgrade, Moscou, l'Union européenne et les États-Unis ainsi que par l'unanimité du conseil de sécurité,) des forces de EULEX Kosovo (décembre 2008), renforce l'idée d'une partition du Kosovo entre Serbes et Albanais ainsi que dans l'esprit de la communauté internationale. Une partie des Serbes et Albanais du Kosovo y voit aussi une solution au problème kosovar.
Lors d'une réunion du Groupe d'orientation sur le Kosovo (ISG) le 2 juillet 2012, il y est annoncé que le Kosovo accédera à « la pleine souveraineté » en septembre 2012. Cette pleine souveraineté lui est accordée par la décision du 10 septembre de mettre un terme à la supervision de l'indépendance du Kosovo par le Bureau civil international (en) (ICO) sous l'égide du Groupe d'orientation sur le Kosovo (en) (International Steering Group, ISG).

#### 2017: crainte de nouvelles concessions serbes
Dans le cadre de la possible adhésion de la Serbie à l'UE, l'UE demande à la Serbie de « normaliser » ses relations avec le Kosovo. À ce sujet, le 1er aout 2017 le spécialiste du Kosovo Nikola Tanasic, estime que :

« Pourtant, en 2007, l'ambassadeur allemand en Serbie Andreas Cobel a ouvertement dit que nous (les Serbes) devrions remercier l'Europe si la question du sandjak de Novipazar (une région peuplée de musulmans bosniaques située à la frontière de la Serbie et du Monténégro) et la question de la Voïvodine (une région peuplée environ à 70 % de Serbes et à 30 % de minorités diverses, qui possède un mouvement autonomiste et qui est située au nord de la Serbie) ne sont pas posées après l'indépendance du Kosovo. Ainsi les conséquences de toute concession (de la Serbie sur sa souveraineté et son intégrité territoriale) au Kosovo sont évidentes. Ceci résultera dans de nouvelles demandes et la cession de nouvelles parties de la Serbie jusqu'à ce qu'il ne reste plus rien de ce pays. »

## Fêtes et jours fériés
| Date          | Nom français                        | Nom en albanais                 | Remarques             |
| ------------- | ----------------------------------- | ------------------------------- | --------------------- |
| 1er janvier   | Jour de l'an                        | Viti i Ri                       | Fête civile           |
| 17 février    | Jour de l'Indépendance              | Dita e Pavarësisë               | Fête civile férié     |
| 9 avril       | Jour de la constitution de la RKS   | Dita e kushtetutës RKS          | Fête civile férié     |
| 1er mai       | Fête du travail                     | Një Maj                         | Fête civile férié     |
| date variable | Aïd el-Fitr                         | Bajrami i Vogël                 | Fête musulmane férié  |
| date variable | Aïd al-Adha                         | Bajrami i Madh                  | Fête musulmane férié  |
| date variable | Fête de Pâques                      | Festa e Pashkeve                | Fête chrétienne férié |
| 28 novembre   | Jour de l'indépendance de l'Albanie | Dita e Pavarësisë të Shqipëries | Fête civile férié     |
| 25 décembre   | Noël                                | Krishlindjet                    | Fête chrétienne férié |

## Géographie

Carte du Kosovo.

Le Kosovo possède une superficie de 10 908 km2. C’est une région essentiellement montagneuse, avec toutefois deux plaines :
- La plaine du Kosovo proprement dite, ou Kosovo oriental ; le Kosovo oriental (Kosovo Polje en serbe et Fusha e Kosovës en albanais) correspond au bassin supérieur de la Sitnica, affluent de la Morava occidentale, qui se jette dans le Danube. À l’origine, le terme « Kosovo » désignait la vaste plaine constituant la partie orientale de la province de Kosovo telle qu’on la connaît actuellement[27].
- La plaine du plateau occidental, la Métochie que les Serbes nomment Metohija et que les Albanais appellent Rrafsh i Dukagjinit (plateau de Dukagjin) ou simplement Dukagjin ; ce plateau correspond au bassin supérieur du Drin blanc (Beli Drim en serbe et Drini i Bardhë en albanais) qui rejoint le Drin noir (Drini i Zi en albanais) à Kukës (Albanie) pour se jeter dans la mer Adriatique. Les deux bassins sont séparés par la chaîne de collines de la Drenica.

Cette division en deux plaines se retrouve dans le nom de Kosovo-et-Métochie, et a eu une influence dans l'histoire. Ainsi, après les guerres balkaniques (1912-1913), le Kosovo a été intégré à la Serbie, alors que l'essentiel de la Métochie a été rattachée au Monténégro.

## Démographie

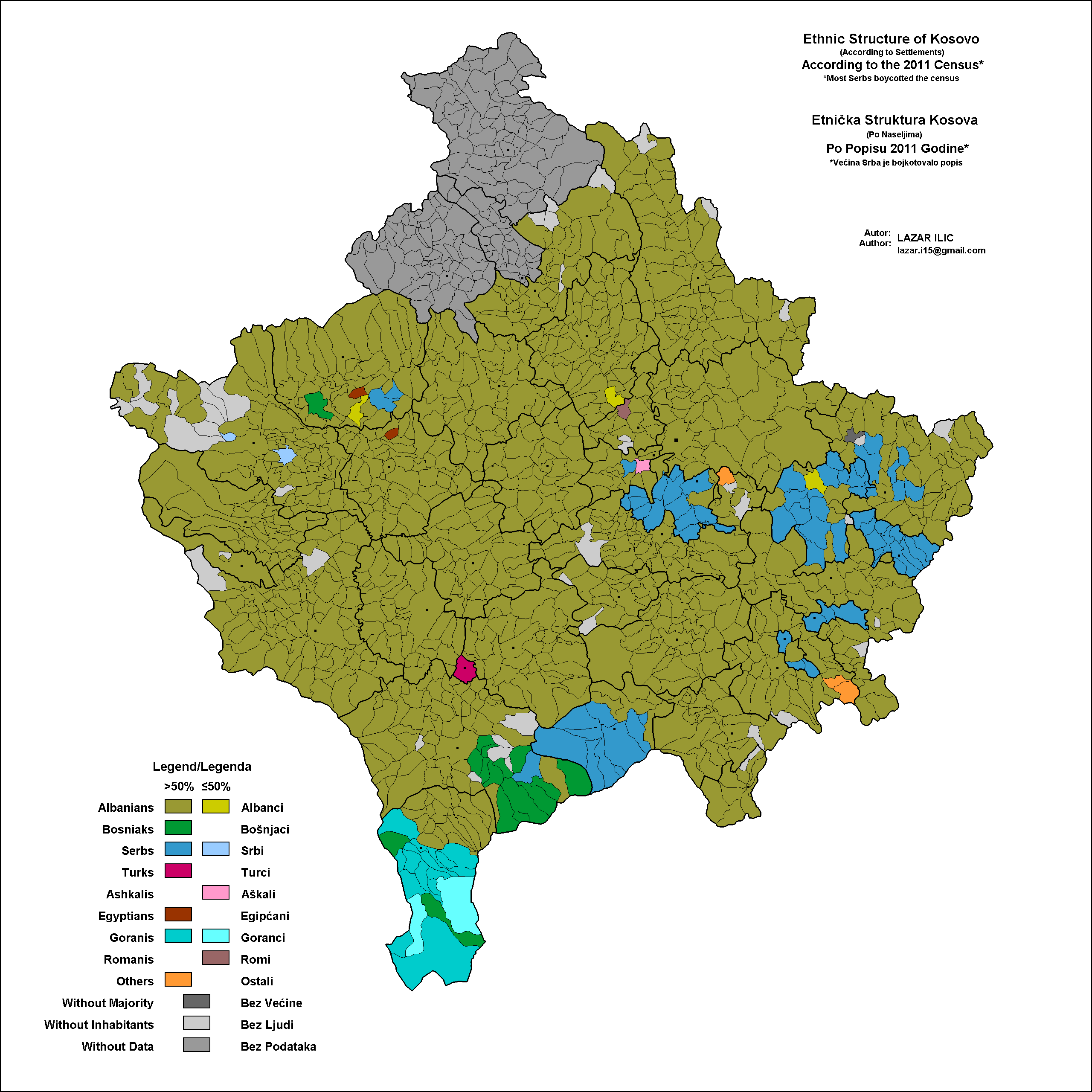
Carte de répartition ethnique au Kosovo en 2011.

Selon le recensement de 2011 dont les résultats préliminaires ont été publiés par l'office statistique du Kosovo, la population du Kosovo est de 1,7 million d'habitants. Ces résultats sont rejetés par le gouvernement serbe.
Ce résultat, nettement inférieur aux prévisions, s'explique en partie par le fait que les Albanais vivant en exil — 500 000, selon les estimations[réf. nécessaire] — n'aient pas été inclus dans les calculs, et que par ailleurs le recensement ait été boycotté par beaucoup de non-Albanais et n'ait pas pu être effectué dans le nord du pays, resté sous contrôle serbe.
Selon le gouvernement kosovar, 92 % de la population est albanaise, 5,3 % serbe et 2,7 % autre. Selon The World Factbook, en 2007 le Kosovo comptait 2 126 708 habitants dont 92 % d'Albanais, 6 % de Serbes, 2 % de Bosniaques, des Gorans, des Roms, des Turcs, des Ashkalis et des « Égyptiens ».
Environ 65 % de la population a moins de 30 ans. Le pays fait face à une volonté massive d'émigration, y compris d'immigration illégale en Europe de l'Ouest. Le Kosovo a une des plus jeunes populations d'Europe.
Durant l'hiver 2014-2015, plus de 5 % de la population quitte le Kosovo en quelques semaines, ce qui constitue l'un des plus forts mouvements d'exode en temps de paix.

### Groupes ethniques
La composition ethnique avant le XIXe siècle est sujet de débat. Le concept moderne de nationalité ou d'ethnicité fondé sur l'appartenance linguistique, religieuse et culturelle ne s'est développé qu'avec le nationalisme romantique et ne s'est répandu dans les Balkans qu'à la fin du XIXe siècle. Il y a peu de données concernant la population du Kosovo au haut Moyen Âge, il existe cependant les données cadastrales établies par l'Empire ottoman mentionnant, en 1455, 13 000 habitations serbes, 46 habitations valaques et 75 habitations albanaises sur les terres de la dynastie des Branković, représentant environ 80 % de l'actuel Kosovo,,. D'autres données comme le registre du Sandjak de Shkodra (qui comprend toute la zone de Peć/Peja au Kosovo), daté de 1485 montre une majorité albanaise dans la région de Shkodra, un équilibre dans la région de Piper, Shestan, ou Altun-Ili (Gjakovë), et une minorité importante dans la zone de Peć (Peja).
À la suite de la Grande guerre turque au XVIIe siècle, un nombre important de Serbes fuient le Kosovo. Selon la tradition serbe, il s'agirait de 200 000 à 500 000 Serbes, mais le chiffre réel semble plus proche de 40 000 à 60 000.

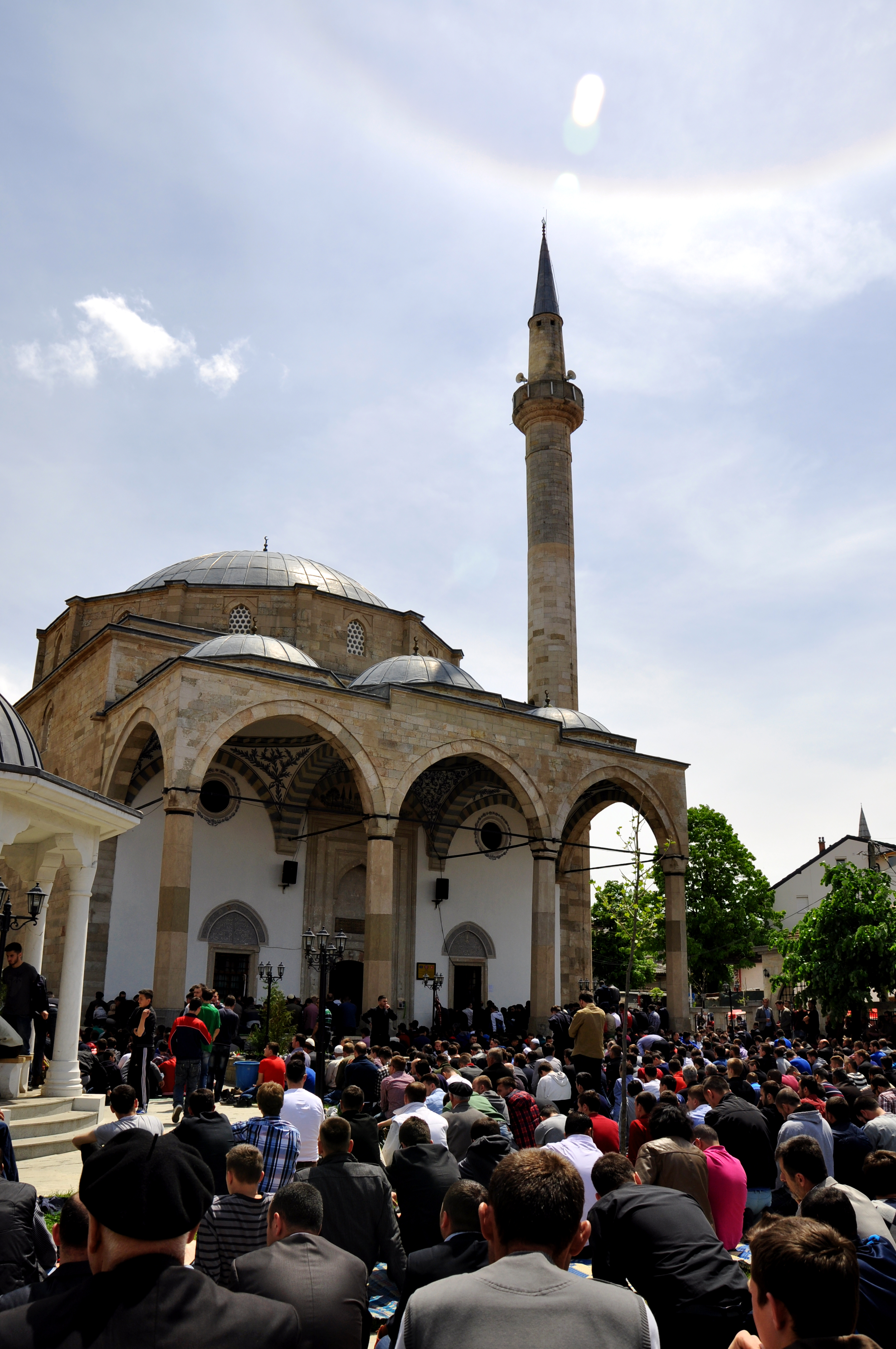
Mosquée impériale, construite par le sultan Mehmet Fatiha en 1461.

Au cours du XXe siècle, la population du Kosovo a beaucoup évolué et bien que plusieurs recensements aient été réalisés, les plus récents sont soit contestés par les Serbes (pour ceux de 1971 et 1981), soit non pertinents (le recensement de 1991 a été boycotté par la grande majorité des Albanais). La population était de 1,7 million d'habitants dont 88 % d'Albanais et 7 % de Serbes (source : The World Factbook 2009).

### Santé
Au Kosovo, la pénurie de médecins oblige les habitants à aller dans les pays voisins pour être soignés.

### Langues
Le dialecte des Albanais du Kosovo est le guègue bien que l'albanais « standard » soit maintenant largement utilisé,. Le serbe est la langue des Serbes et est reconnu comme langue officielle par la Serbie comme par le projet de constitution des indépendantistes kosovars. À côté de l'albanais, il existe un enseignement primaire et secondaire en bosnien et en turc.
Les constitutions de la Yougoslavie successives reconnaissaient aux peuples la constituant le libre usage de leur langue, sans en donner de liste. La population autochtone indigène, albanaise, a toujours rejeté cette imposition, comme d'autres impositions, car cette règle ne reflétait pas la liberté linguistique et qui était commune seulement aux Croates, aux Bosniaques, et aux Serbes[réf. nécessaire]. Selon l'écrivain et homme politique Xhafer Shatri, la Serbie a ensuite pratiqué une politique opposée à la culture et à la langue kosovare.
Du temps de la Yougoslavie, apprendre les deux langues était obligatoire, mais depuis les communautés ont des systèmes éducatifs séparés, et le bilinguisme est de plus en plus rare, malgré des initiatives locales.
Il y a d'autres langues minoritaires, comme le romani (ou rom), le bosnien ou le turc.

### Religions
Plus de 95 % de la population est dite de tradition musulmane,, principalement sunnite avec une minorité bektachie. L'islam n'est pleinement pratiqué que par 5 à 10 % des Albanais du Kosovo. Le pays compte une minorité de catholiques romains (2,2 %, ou 65 000 personnes). Les relations entre catholiques et musulmans sont bonnes.
L'islam est la religion de la majorité des Albanais, des Bosniaques, des Turcs, des Gorans et de certains Roms (les Ashkalis, Roms musulmans de langue albanaise, et ceux appelés « Égyptiens », Roms musulmans). Il y a des protestants d'implantation récente (évangéliques) et des musulmans du courant salafiste, d'implantation récente eux aussi (apporté par des musulmans du Moyen-Orient). Il y a aussi un groupe minoritaire de chrétiens catholiques (chez les Albanais). Les groupes minoritaires slaves (surtout serbes) sont principalement chrétiens orthodoxes.[réf. souhaitée]
Durant les années 2000, le Kosovo voit le takfirisme se développer, en grande partie en raison de l'argent des pays du Golfe, et notamment saoudiens. C'est à partir de 1999 que les organisations caritatives et les ministères saoudiens commencent à apporter massivement leur soutien pour la reconstruction du Kosovo ; 240 mosquées sont construites, et des bourses permettent aux imams de se former en Arabie saoudite, où ils sont exposés à l'islam radical, et le transmettent ensuite au Kosovo. Certaines associations saoudiennes sont accusées de payer les femmes qui acceptent de porter le voile intégral ou les familles qui inscrivent leurs enfants dans des écoles coraniques. La radicalisation touche principalement les zones rurales et les personnes jeunes et faiblement diplômées, touchées par un chômage fort élevé.
C’est ainsi qu'en 2017, le Kosovo est le pays d’Europe qui compte le plus grand nombre de combattants de Daech par habitant,. Au total 314 personnes sont parties combattre avec Daech ou Front al-Nosra selon les données de 2016.
Pendant la guerre du Kosovo, des dizaines d’églises sont détruites par l'UÇK.

### Tensions interethniques depuis 1999
Une fois conclu l'accord militaire technique de Kumanovo en juin 1999, le pouvoir kosovar mit en œuvre l'expulsion de plus de 220 000 Serbes, Tsiganes, Gorans et Turcs du territoire du Kosovo ; parallèlement de nombreux actes de violence sont perpétrés par la population contre les Serbes (1 200 Serbes tués et 2 300 kidnappés selon un rapport de l'OSCE de 2006 et la destruction de milliers de maisons et de centaines d'édifices religieux).

#### Émeute antiserbe demars 2004
À la suite d'une rumeur selon laquelle trois enfants d'origine albanaise auraient trouvé la mort par noyade en tentant de fuir un groupe de Serbes (par la suite cette rumeur se trouva être totalement infondée après l'enquête de Human Rights Watch), 51 000 albanais ont donc dans tout le Kosovo attaqué, détruit et brûlé tous les biens appartenant à la minorité serbe de façon très organisée et méthodique. Le 17 et 18 mars 2004, ainsi que pendant la nuit, 550 maisons, 27 églises et monastères chrétiens orthodoxes ont été détruits. 4 100 personnes ont été chassées de chez elles, en raison de leur appartenance ethnique (des actes se rapprochant de la purification ethnique selon l'amiral Gregory Johnson, alors commandant des forces de l'OTAN pour l'Europe du Sud). Dans le village de Frashër, 137 maisons serbes ont été incendiées, mais toutes les habitations d'Albanais sont restées intactes. Dans un autre village, celui de Vučitrn, 69 maisons ashkalis ont été rasées. 100 habitations serbes et roms ont eu le même destin, ainsi que l'hôpital serbe, l'école serbe et le bureau de poste. Dans son rapport réalisé en juillet de la même année, Human Rights Watch révèle que l'OTAN et l'ONU ont été incapables de protéger les minorités ethniques non-albanaises.

#### Incidents entre les deux communautés
En juillet 2010, une grenade a été jetée dans la foule des manifestants serbes, faisant 11 blessés et un mort (Mesud Dzekovic, un pédiatre grièvement blessé par l'explosion « au thorax et notamment au cœur », est décédé à l'hôpital),,. Trois jours après l'attentat contre les manifestants, Petar Miletić, député serbe du Kosovo et l'un des seuls à prendre part aux institutions légitimes kosovares, reçoit une balle dans le genou à la sortie de son appartement. Il est un des 10 députés non-albanophones dans les instances du Kosovo sur 120 députés.
Le 26 juillet 2011, les forces de polices de la république du Kosovo engagent une opération ayant pour but de prendre le contrôle de la frontière du nord du pays, Jarinjë et Bernjakë. Lors de cette opération, les serbes étant bien armés ouvrent le feu sur les policiers. Dans cette offensive, le policier Enver Zymberi décède à la suite d'une balle reçue à la tête. Sont accusés pour ce meurtre et d'autres accusations lourdes, Ratomir Bozovic, Radovan Radic, Milovan Vlaskovic, Slobodan Vucinic et Dusan Jovanovic.
Depuis, le nord du Kosovo est toujours une zone sous haute tension. Cette zone est utilisée principalement pour la contrebande par les serbes du nord.
En octobre 2011, Interpol a émis un mandat d'arrêt international pour Ratomir Bozovic, Radovan Radic, Milovan Vlaskovic, Slobodan Vucinic et Dusan Jovanovic. À la suite de cela en avril 2014, l'EULEX a mené une opération spéciale pour l'arrestation du Serbe Radovan Radic accusé de l'assassinat de l'agent de police Enver Zymberi, tentative d'assassinat, et possession illégale d'armes .
En janvier 2017, un train serbe est arrêté à Raska, en Serbie, sur décision du Premier ministre serbe. Ce train, aux couleurs du drapeau serbe, portait la mention « Le Kosovo est la Serbie ». Il était attendu par des membres des forces spéciales du Kosovo.

#### Soupçons de trafic d'organes sur des prisonniers serbes
Carla Del Ponte, ex-procureur du Tribunal pénal international pour l'ex-Yougoslavie, en quittant son poste à La Haye, accusait les principales personnalités politiques albanaises du Kosovo, dans l'ouvrage La Traque, les criminels de guerre et moi (2008) de s'être livrées à des activités mafieuses, en particulier l'implication dans un trafic international d’organes prélevés sur des centaines de Serbes déportés et tués. Le ministère des Affaires étrangères suisse (DFAE), dont dépend Carla del Ponte, ambassadrice à Buenos Aires, prend ses distances avec ces accusations, tandis que l'organisation Human Rights Watch les a jugées crédibles.

#### Introduction d'une taxe de 100% sur les produits serbes et bosniens
En décembre 2018, le Gouvernement kosovar introduit une taxe sur tous les produits importés au Kosovo venant de Serbie et de Bosnie,,. Dans un premier temps, les Serbes du Kosovo, grâce à leur réserve et à la contrebande, continuent de couvrir leurs besoins. Pour lutter contre la contrebande, les États-Unis fournissent aux Albanais kosovars plus de 150 caméras, qui sont installées le long de la frontière nord du Kosovo, une région majoritairement serbe. Dans ces conditions, à partir de juillet 2019, les Serbes du Kosovo commencent à souffrir d'un manque de médicaments et de produits alimentaires,. Pour éviter une catastrophe humanitaire, le gouvernement albanais de Pristina envoie des camions d'aliments au nord du Kosovo, mais la population serbe, craignant d'être empoisonnée par les Albanais, refuse d'acheter les produits des camions,,.

## Économie
L'indépendance du Kosovo pose la question de la viabilité de son économie, encore très dépendante de l'aide extérieure, comme le constatait dès 2006 le Centre franco-autrichien pour le rapprochement en Europe. En dépit de la présence de 5 000 soldats de l'OTAN, de 1 000 policiers, de juges et de procureurs de l'Union européenne, le Kosovo reste un foyer et un centre pour les activités du crime organisé, d'après un rapport de la Commission européenne de 2009,.
Depuis sa création, l'activité économique du Kosovo est faible, avec un PIB par habitant parmi les plus faibles en Europe. Son PIB est comparable à celui de l'Albanie, de la Moldavie et de la Bosnie-Herzégovine. En 2012, 8 % de la population du Kosovo vit avec moins d'un euro par jour et officiellement 38 % de la population est au chômage. Cette situation perdure malgré les aides de l'UE et des États-Unis.
Les Nations unies qui administrent la province (et toujours le territoire de l'État autoproclamé) depuis la fin du conflit de 1999, avaient prévu un plan et des aides économiques, mais on ne peut pas parler de réussite. L’Union européenne a versé des aides assez importantes, mais les besoins restent énormes.
Les problèmes économiques sont nombreux :
- Un taux de chômage officiel autour de 30 %[98], qui favorise l'économie souterraine au détriment des finances publiques, et peut encourager des dérives mafieuses. De fait, un développement mafieux de l'économie, un fort crime organisé, trafic de drogue, d'organes humains et des détournements des fonds d'aide internationale sont soulignés[99].
- Les tensions irrédentistes du nord du pays accroissent les difficultés du pays.
- Le pays doit faire face à la dégradation ou à l’insuffisance des infrastructures que la guerre de 1999 n’a fait qu'aggraver. La distribution d’électricité est souvent interrompue faute de réseaux et de moyens de production suffisants. La principale centrale électrique du pays, située à Obilić, alimentée par le lignite extrait à proximité, est partiellement inopérante malgré les aides reçues de l’Union européenne. Le manque de fiabilité du réseau électrique a des conséquences sur toute l’économie et en particulier l’industrie.
- Le pays n’offre pas assez de protection pour les investissements étrangers, qui s’avèrent peu ou pas rentables, et qui par ailleurs manquent cruellement de promotion par le jeune État pour réellement soutenir et développer leurs activités.
- Aujourd'hui, le secteur privé se développe toutefois plus vite que le secteur public largement sous-financé au regard des missions qu’il devrait offrir à la population.
- Mais depuis le début de la Grande Récession en 2008, dont le centre s’est déplacé vers l’Europe, l’État kosovar souffre lourdement de difficultés à trouver des financements, mais aussi à rentabiliser les investissements et dépôts réalisés auprès des banques étrangères et normalement utilisés pour garantir la solvabilité de ses emprunts. Il peine par ailleurs du fait du ralentissement mondial de l’activité (surtout avec les pays européens voisins eux aussi en difficulté, qui constituent pourtant son principal débouché commercial) et de sa forte dépendance énergétique qui se facture entièrement en devises étrangères. Enfin les apports de devises par les populations kosovares émigrées se sont raréfiés et les efforts pour développer le tourisme depuis l’Europe se sont avérés coûteux, peu efficaces sans les infrastructures vitales qu’il peine à garder fonctionnelles, et donc trop peu rentables pour lui apporter des entrées de taxes supplémentaires.

Le principal employeur du pays (et pourvoyeur de devises) reste encore la base américaine de Camp Bondsteel, la plus grande aux Balkans, faisant du Kosovo un État très dépendant économiquement des États-Unis. Ces derniers se servant de cette base stratégique comme point de contrôle de la région, et d'observation de la Russie.
Le 29 juin 2009, le Kosovo est devenu le 186e État membre du FMI. Il s'agit de la première institution mondiale à intégrer le Kosovo depuis son indépendance.

### Monnaie
Ambitionnant de rejoindre l'Union européenne, le Kosovo fait d’ores et déjà partie des pays qui utilisent de facto l'euro. L’euro est toutefois la devise qui n’est utilisée officiellement que comme monnaie de compte et de paiement par la MINUK, Mission d'administration intérimaire des Nations unies au Kosovo. La devise a succédé au Deutsche Mark initialement utilisé seulement comme monnaie de compte, avec l’accord de la Commission européenne, par la mission intérimaire depuis les accords de cessez-le-feu pour former une « administration civile transitoire » du territoire, selon la résolution 1244 des Nations unies ; cet accord concernant la seule mission n’a pas pris fin et reste donc valable concernant l’utilisation de l’euro par cette mission transitoire. En revanche, l’utilisation de la devise par le gouvernement autonome de la province n’a fait l’objet d’aucun accord, puisque le territoire est encore reconnu au niveau international comme partie intégrante de la Serbie et non comme un État indépendant.
De fait la monnaie officielle du territoire aurait dû encore être le dinar yougoslave (YUM) qui y avait cours officiel jusqu’en 1992, puis le dinar serbo-monténégrin (CSD) jusqu’en 2003, et maintenant son successeur le dinar serbe (RSD) toujours légal avant la proclamation unilatérale d’indépendance de 2008, bien que le gouvernement yougoslave, puis serbo-monténégrin, puis l’actuel gouvernement serbe n’aient pas pu imposer ni l’une ni l’autre de ses devises faute de pouvoir y exercer une compétence administrative tant que durera la mission transitoire des Nations-Unies. Avec le remplacement depuis fin 2008 de la MINUK par la mission européenne EULEX Kosovo au Kosovo, chargée de rétablir des relations normales avec la Serbie et instaurer un État de droit en concertation avec les autorités kosovares, la nouvelle autorité responsable de l'administration continuera d'utiliser l’euro comme monnaie de compte, mais aucune décision n’a encore été prise concernant la reconnaissance officielle du Kosovo en tant qu’État indépendant. En revanche, les régions et enclaves serbes repassant sous le contrôle serbe, utilisent le dinar serbe et non plus l’euro.
La Serbie (par ailleurs candidate elle-même, en y incluant encore le Kosovo, à l’entrée dans l’Union européenne) bloque donc toujours tout accord avec la Commission européenne concernant le changement de devise voulu unilatéralement par le gouvernement autonome de sa province kosovare, qui dépend donc de facto de devises étrangères dont il ne détient aucun contrôle, pour la fixation de son budget, ses investissements, le paiement de ses fonctionnaires et la gestion de sa dette (ces devises étrangères sont principalement l’euro, mais aussi le dollar américain, également utilisé à proximité de la base américaine qui fournit une activité économique essentielle au territoire, ainsi que les droits de tirage spéciaux accordés par le Fonds monétaire international qui doivent cependant être convertis en d’autres devises pour les mettre en circulation, car les DTS qui n’ont ni pièces ni billets ne peuvent avoir cours légal sur le territoire : c’est principalement en euros que le gouvernement autonome kosovar acquiert les devises qu’il met en circulation, en se fournissant sur les marchés de devises internationaux avec les DTS accordés, et la collecte des taxes locales). Mais il dit maintenant renoncer à toute reprise de contrôle du Nord et des enclaves serbes, d’autant qu’il doit renoncer aussi pour l’instant à la volonté auparavant affichée de rattachement à l’Albanie, pour préserver aussi d’autres minorités (notamment roms, macédoniennes, bulgares, roumaines, croates, bosniaques et turques), et chercher des relations apaisées aussi avec tous les pays voisins concernés (de la même façon que doivent le faire aujourd'hui aussi ces pays où résident encore nombre d'émigrés issus des flots de réfugiés), tout en convainquant sa population à grands frais que son avenir restera multiethnique.
La situation budgétaire est donc plus compliquée depuis 2003 pour le Kosovo que pour le Monténégro indépendant, qui peut depuis fonder une véritable banque centrale et négocier directement avec la Commission européenne, le Fonds monétaire international et les diverses institutions monétaires internationales, ou bien se doter de sa propre monnaie pour assurer son indépendance. Ainsi, le gouvernement kosovar, autoproclamé indépendant, n’a pu créer de banque que pour gérer ses propres garanties financières, mais il ne peut déterminer sa politique budgétaire librement, ses actifs et garanties financières étant déposés auprès de banques privées ou de banques centrales étrangères, qui décident des taux d’intérêts applicables. Il ne peut pratiquement lever librement aucun emprunt (sauf auprès de sa propre population sur les marchés privés) et doit négocier en permanence avec ces banques étrangères (et avec le FMI) qui ne lui accordent des fonds que dans des conditions strictes et en imposant des garanties qui grèvent lourdement la fixation de son budget et la détermination de sa politique économique et sociale. Le gouvernement kosovar pourrait donc être à tout moment en cessation de paiement si la mission intérimaire de l’ONU ne venait pas abonder à son budget, soit en payant directement les salaires de ses fonctionnaires, soit en réalisant pour lui certains investissements.

### Investissements directs étrangers
Selon la Banque centrale du Kosovo, les investissements étrangers se sont considérablement réduits :
- 2007, 421 millions €, (1 an avant la déclaration d'indépendance)
- 2008, 355 millions €,
- 2009, 310 millions €,
- 2010, 265 millions €,
- 2011, 157 millions € (6 premiers mois)
- 2012, 153 millions €
- 2013, 175 millions €
- 2014, 131 millions €

Le 7 juin 2013, la banque européenne d'investissement (BEI) et le Kosovo ont conclu un accord, qui s'est fait entre le vice-président de la BEI et Besim Beqaj, ministre des finances du Kosovo. Cet accord permettra au Kosovo de financer les projets importants pour le développement des transports, l'environnement, les télécommunications et les infrastructures énergétiques.

### Ressources
Le Kosovo peut compter sur une importante exploitation minière (actuellement publique) qui alimente la centrale électrique du pays.
L'agriculture est un secteur peu productif. Les services quant à eux se développent[réf. nécessaire] assez vite. Mais dans l'ensemble, l'économie kosovare est peu développée.
Le Kosovo est auto-suffisant en eau. Les rivières se jettent dans la mer Égée, la mer Noire et la mer Adriatique. Les principaux cours d'eau au Kosovo sont : i Drini Bardhë (122 km de long) dans la région de Peja, Sitnica (90 km), Bistrica e Pejës (62 km), Morava e Binçës (60 km), dans la région de Gjilan, Lepenci (53 km), près de Ferizaj et Kaçanik, Ereniku (51 km), près de Gjakova, Ibri (942 km), près de Mitrovica et Bistrica e Prizrenit (31 km), près de Prizren.
La principale centrale électrique du Kosovo est alimentée par le charbon, source importante de pollution de l'environnement.

## Transports

### Aérien
| Aéroport international                 | Autres aéroports                                          | \| Pristina Gjakova Batlava-Donja Penduha \| |
| -------------------------------------- | --------------------------------------------------------- | -------------------------------------------- |
| - Aéroport international de Pristina   | - Aéroport de Batlava-Donja Penduha - Aéroport de Gjakova | \| Pristina Gjakova Batlava-Donja Penduha \| |
| Pristina Gjakova Batlava-Donja Penduha |                                                           |                                              |

### Ferroviaire
Le réseau ferré kosovar, exploité par Trainkos sh.a, est composé de 430 km de voies ferrées, dont 333 km desservent à la fois des marchandises et des voyageurs, et 97 km ne desservent que le trafic marchandises.

### Routier
Le Kosovo dispose de 3 autoroutes en fonctionnement et 2 sont en cours de planification.

## Sécurité

### Police du Kosovo (police civile)
Créée en 1999 après que les forces de la Yougoslavie aient quitté la région, la police du Kosovo est sous l'autorité du Gouvernement depuis l'indépendance de 2008 et est chargée de la protection de la population et de l'application des lois.

### Forces de sécurité du Kosovo (armée)
Les Forces de sécurité du Kosovo (en albanais Forcat e Sigurisë së Kosovës (FSK)) est l'armée du Kosovo, créée en 2008. De 1999 à 2009 existait l'Armée de libération du Kosovo, qui avait été mise en place juste après la guerre. À la suite de l'indépendance, le 17 février 2008, les dirigeants annoncent que le Kosovo possédera sa propre force de sécurité, nommée Force de sécurité du Kosovo (FSK). En mars 2014, le gouvernement kosovar déclare que le Kosovo doit avoir sa propre armée ; en conséquence, les forces de sécurité du Kosovo seront remplacées par une armée nationale en 2019.
L'armée kosovare possède 4 000 hommes et 2 500 réservistes (2015).

### Forces armées internationales
La Force pour le Kosovo est une force armée internationale chargée de la sécurité et de la liberté de mouvement depuis 1999 au Kosovo.

## Culture
Le 11 juin 2008, le Parlement kosovar a adopté l'hymne de la république du Kosovo, composition intitulée « Europe », sans paroles afin de « respecter la nature multiethnique du Kosovo ». Le vote a été acquis dans les conditions suivantes : 72 députés ont voté pour, 15 députés ont voté contre et 5 députés se sont abstenus.
Cet hymne a été composé par Mendi Mengjiqi.

### Culture albanaise

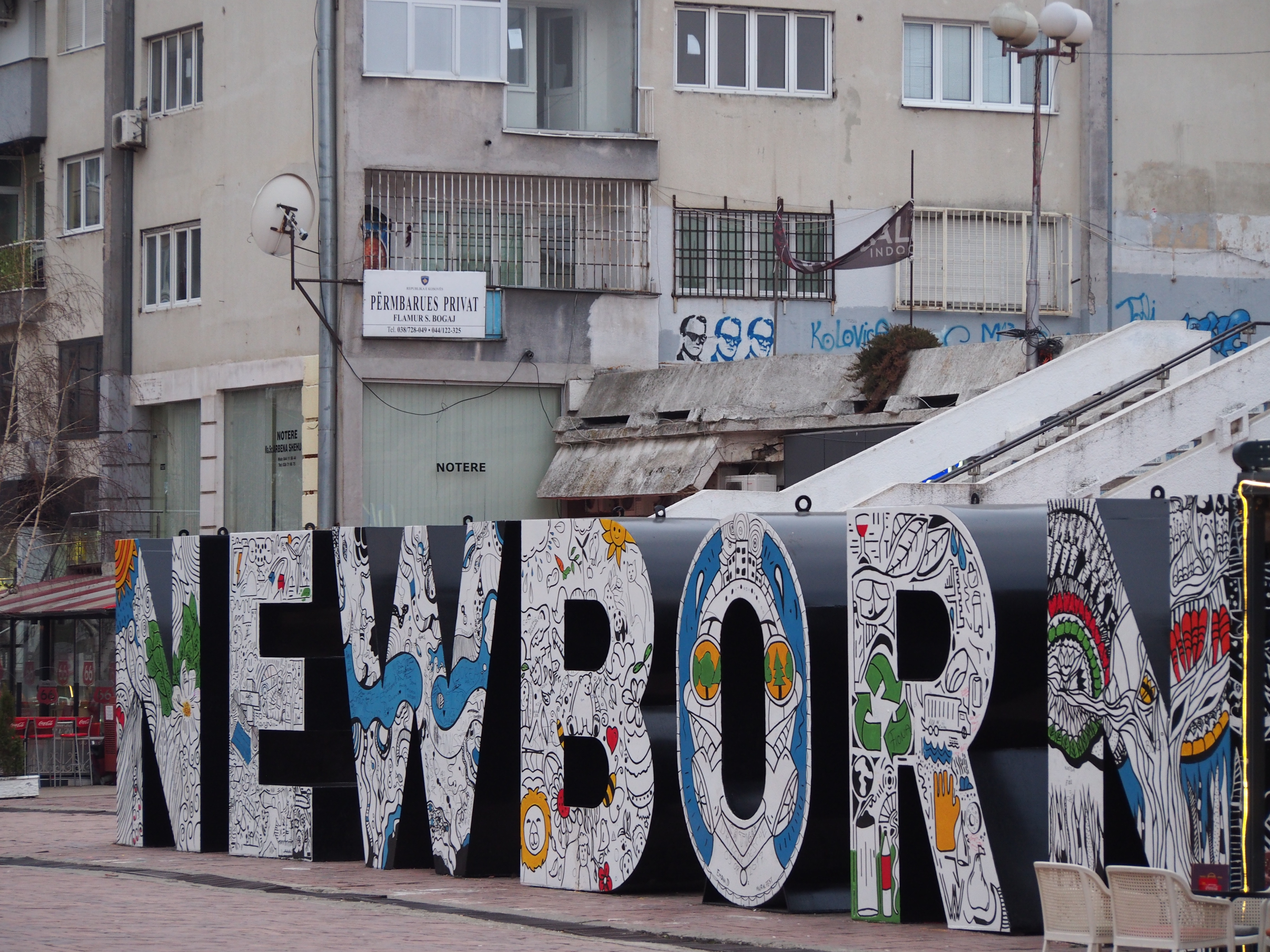
Le monument Newborn à Pristina (2019)

La culture des Albanais du Kosovo est très étroitement liée à celle des Albanais d'Albanie.
Le dialecte parlé est le guègue, typique des Albanais du nord. L'éducation, les livres, les médias, les journaux, et la langue officielle des administrations se fait dans l'albanais standard, qui est proche du dialecte tosque.
L'éducation est donnée pour tous les degrés de niveaux : primaire, secondaire, et universitaire. L'université de Pristina est l'université publique du Kosovo. La bibliothèque nationale (Albanais : Bibloteka Kombëtare), située dans le centre de Pristina, est la principale et la plus grande bibliothèque du Kosovo. Il y a beaucoup d'autres universités privées, telle que l'université américaine du Kosovo, et beaucoup d'écoles secondaires.
Kosovafilmi est une compagnie cinématographique (production et distribution) produisant des films en albanais, créée en 1969 par des réalisateurs. Le théâtre national du Kosovo (albanais : Teatri Kombëtar i Kosovës) est le théâtre principal où des pièces sont montrées régulièrement par des artistes albanais et internationaux.
En 2014, le Kosovo a présenté son premier film pour l'Oscar du meilleur film en langue étrangère, avec Three Windows and a Hanging dirigé par Isa Qosja. Le long métrage se penche sur un village qui tente de se remettre du viol de ses femmes par les forces serbes pendant la guerre du Kosovo de 1998-1999.
En 2016, le film Shok était nommé pour l'Oscar du meilleur film en langue étrangère.

#### Musique
Les chanteurs comme Rita Ora, Dua Lipa, Nora Istrefi, Shkurte Fejza, Meda, Shyhrete Behluli, Ilir Shaqiri, Sabri Fejzullahu, Motrat Mustafa, Dafina Zeqiri, Kaltrina Selimi, Rigels Rajku (Noizy), ou encore Ardian Bujupi, sont très populaires au Kosovo (dans la communauté albanaise).
Le rappeur kosovar UniKKatiL avec son groupe TBA (TheBloodyAlboz) a tenu un grand concert le 15 juillet 2012 au stade de Fadil Vokrri, stade du FC Pristina, avec près de 25 000 personnes présentes au concert ce soir-là.

### Culture serbe
Les Serbes considèrent le Kosovo sous un angle particulier puisqu'il abrite plusieurs monastères de l'Église orthodoxe serbe ayant une valeur spirituelle forte.
Liste de monastères orthodoxes serbes au Kosovo :
- Monastère de Banjska
- Monastère de Devič
- Monastère de Gračanica
- Monastère patriarcal de Peć
- Monastère de Visoki Dečani

Plusieurs de ces monuments ont été placés sur la liste du Patrimoine mondial, et sur la liste du patrimoine mondial en péril,, par exemple le Patriarcat de Peć. Depuis juin 1999, près de 150 lieux de culte orthodoxe ont été pillés, incendiés, profanés ou vandalisés par des extrémistes albanais. Une association française, Solidarité Kosovo en 2004, vient en aide aux Serbes du Kosovo à la suite du pogrom de 2004.

### Sport
Plusieurs fédérations sportives ont été créées au Kosovo dans le cadre de la loi sur le sport no 2003/24, mais seules quelques-unes d’entre elles ont à ce jour[Quand ?] été reconnues comme membre à part entière par les fédérations internationales.
Les fédérations ayant reconnu le Kosovo sont l’Association internationale des fédérations d'athlétisme (IAAF), la Fédération internationale d'haltérophilie (IWF), la Fédération internationale de tennis de table (ITTF), la Fédération internationale de softball (ISF), et la Fédération internationale de lutte associées (FILA).
D’autres fédérations, comme la Fédération internationale de ski (FIS) ou l’Union des associations européennes de football (UEFA), ont déclaré que la reconnaissance du Kosovo se ferait lorsque celui-ci serait reconnu par l’ONU. Mais lors de son 66e Congrès, tenu à Mexico les 12 et 13 mai 2016, la Fédération internationale de football association (FIFA) accepte la Fédération kosovare de football (FFK) comme membre à part entière. Cette décision fait suite à l'entrée de la FFK au sein de l'UEFA lors du 40e Congrès de la fédération européenne, tenu le 3 mai 2016 à Budapest. Le Kosovo a pris part à sa première compétition officielle FIFA à l'occasion des éliminatoires de la Coupe du Monde 2018, sans pour autant réussir à se qualifier pour le Mondial russe. Elle prend ensuite part aux éliminatoires de l'Euro 2020.
Les sportifs professionnels jouant au Kosovo sont peu connus du grand public. Mais de nombreux joueurs de football d'origine kosovare jouant à l'étranger sont connus : Xherdan Shaqiri, Granit Xhaka, Valon Behrami ou encore Albert Bunjaku en Suisse, Lorik Cana en France et en Italie, Astrit Ajdarević en Belgique et Suède, Adnan Januzaj en Belgique et Emir Bajrami en Suède et aux Pays-Bas.
Le 5 mars, Kosovo a disputé le premier match amical, ils ont été opposés à Haïti. Le match s'est terminé par un résultat nul 0 - 0.
Le dimanche 7 août 2016 est aussi à marquer d'une pierre blanche dans la jeune Histoire du Kosovo. Ce jour-là, la judokate Majlinda Kelmendi remporte le titre olympique en « - 52 kg », le tout premier du nouvel État, lors des Jeux de Rio.

### Vin
Le vin, au Kosovo, est une tradition ancienne mais actuellement négligée car les consommateurs et les restaurateurs ont un certain manque de connaissance dans ce domaine. Le cœur de l'industrie du vin du Kosovo se situe dans les caves Eko de Rahovec / Orahovac, où des millions de litres de vin sont produits. Le Pinot noir, le Merlot et le Chardonnay sont des cépages très connus au Kosovo, qui sont exportés vers l'Allemagne et les États-Unis.

### Médias
- Radio et télévision : Radio-télévision du Kosovo

## Institutions et politique

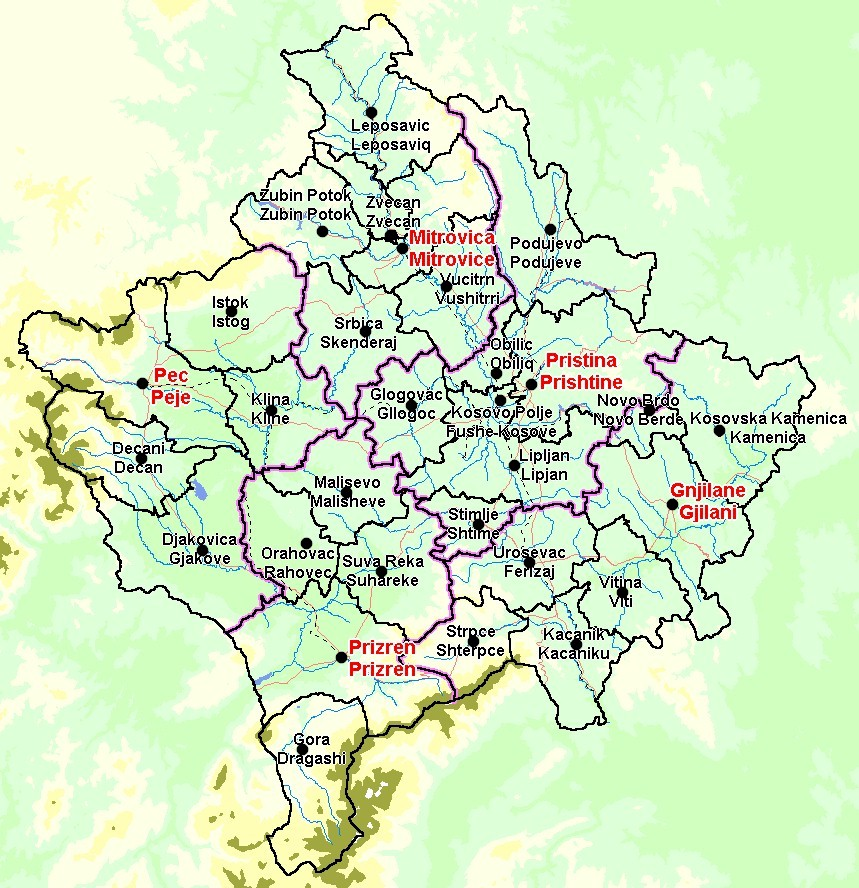
Principales villes et divisions administratives du Kosovo.

Le 15 juin 2008 est entrée en vigueur la constitution kosovare. Elle dispose notamment que « la république du Kosovo est un État laïc et neutre en matière de convictions religieuses » et fixe comme langues officielles l'albanais et le serbe.

### Pouvoir exécutif

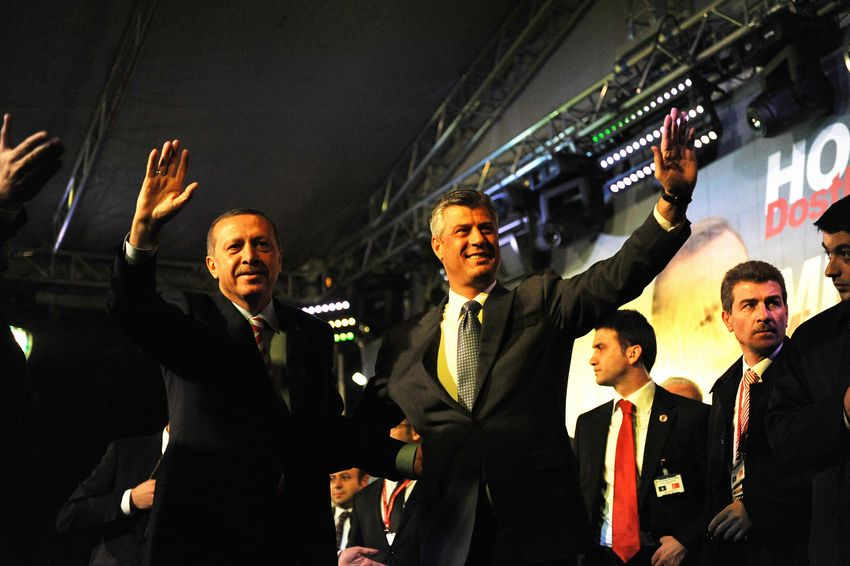
Hashim Thaçi et Recep Tayyip Erdoğan

- Le président de la république du Kosovo est le chef d'État de la république du Kosovo. Le président du Kosovo est élu par l'Assemblée du Kosovo.
- Le Premier ministre du Kosovo.
- Le ministre des Affaires étrangères.

### Pouvoir législatif
- L'Assemblée de la république du Kosovo est composée de 120 membres :
  - 100 membres élus au suffrage universel direct ;
  - 20 membres élus par les minorités.

### Pouvoir judiciaire
La justice est indépendante du pouvoir exécutif et législatif. La plus haute juridiction est la Cour suprême et la juridiction constitutionnelle est la Cour constitutionnelle.

### Autonomie des Serbes du Nord du Kosovo et situations dans les enclaves du Sud

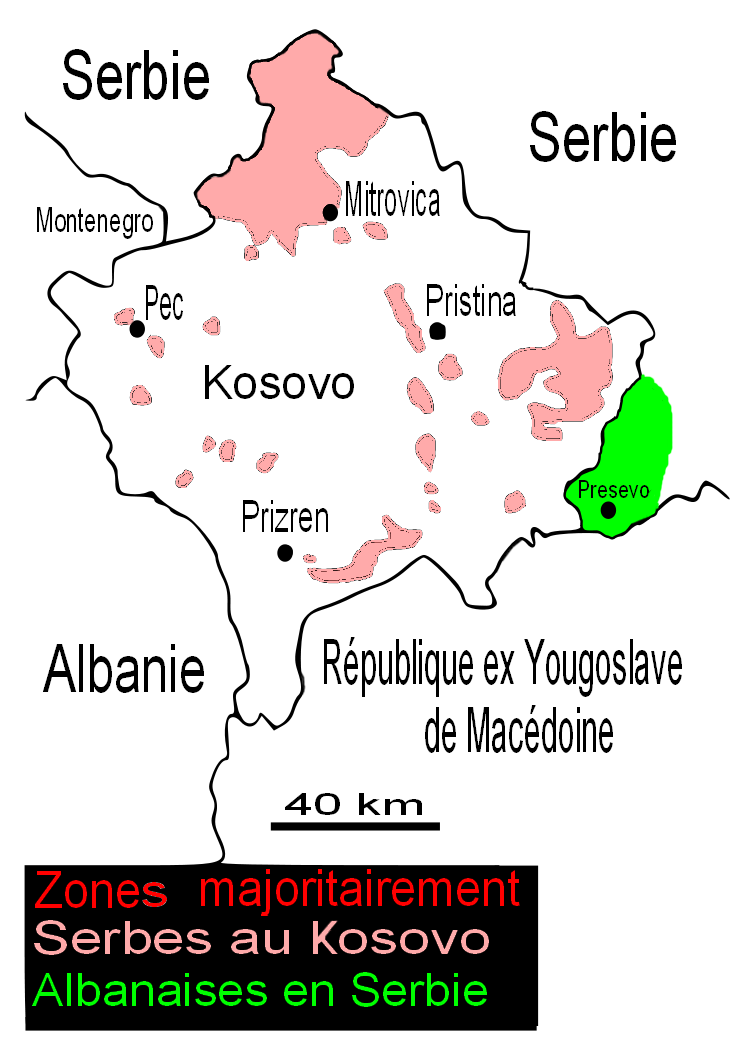
Les Serbes au Kosovo et les Albanais en Serbie centrale.

La partie nord du Kosovo (15 % de la province), région détachée de la Serbie et rattachée au Kosovo en 1945 par Josip Broz Tito (Severno Kosovo, Северно Косово en serbe, Kosova Veriore en albanais), désignée avant 1999 comme Ibarski Kolašin (Ибарски Колашин), est peuplée d'environ 50 000 habitants, majoritairement des Serbes, et est composée des communes de Zvečan, Zubin Potok et Leposavić.
Depuis 1999 et le départ de l'armée et la police serbe, plus de 200 000 Serbes et Tziganes ont été contraints de quitter le Kosovo,. Les Serbes restés au Kosovo demandent leur rattachement à la Serbie. De fait, la province est difficilement contrôlée par les autorités kosovares ; des affrontements ont éclaté en mars 2008,.
Le gouvernement serbe de Boris Tadić a proposé le rattachement du Nord du Kosovo à la Serbie afin d'assurer la sécurité de la minorité serbe,, suivant la même logique que celle du séparatisme kosovar : des violences interethniques ont gravement touché la minorité serbe du Kosovo depuis 1999.
Le 28 juin 2008, les Serbes de cette zone ont constitué une assemblée de Kosovo-et-Métochie dont le président du parlement est Milan Ivanović (en serbe : Заједница општине Аутономнe Покрајинe Косово и Метохија).
Les Serbes du Nord du Kosovo utilisent pour monnaie le dinar serbe, les plaques de leurs automobiles, leurs assurances, les factures qu'ils payent sont toutes payées à Belgrade et non à Pristina. D'un point de vue juridique et administratif, ils ne dépendent pas de Pristina, mais de Belgrade,.
Depuis fin juillet 2011, le gouvernement essaye de prendre le contrôle de postes frontières entre le Nord de la république et la Serbie, mais les Serbes du Kosovo ont aussitôt dressé des barricades. Le poste de Jarinje a été incendié, avant d'être réoccupé par des soldats américains de la KFOR, la mission de l'OTAN au Kosovo.

## Subdivisions administratives
La commune (en albanais : komuna) ou municipalité (en serbe : општина et opština) est la division administrative de base du Kosovo. Chacune de celles-ci est incluse dans un district. Le découpage en 30 communes remonte à l'an 2000 et a été effectué par la Mission d'administration intérimaire des Nations unies au Kosovo. Un nouveau découpage, avec 6 communes supplémentaires, a été mis en place pour les élections municipales de novembre-décembre 2009 : il permet une meilleure représentation des minorités serbe et turque.

## Reconnaissance internationale
- Kosovo
- États reconnaissant l'indépendance du Kosovo
- États prévoyant de reconnaître l’indépendance du Kosovo
- États ayant exprimé leur neutralité ou ayant reporté la reconnaissance du Kosovo
- États s'étant déclarés préoccupés par la déclaration d'indépendance du Kosovo
- États ayant déclaré ne pas reconnaître l'indépendance du Kosovo
- États n'ayant pas exprimé de position

Reconnaissance internationale du Kosovo
Kosovo
États reconnaissant l'indépendance du Kosovo
États prévoyant de reconnaître l’indépendance du Kosovo
États ayant exprimé leur neutralité ou ayant reporté la reconnaissance du Kosovo
États s'étant déclarés préoccupés par la déclaration d'indépendance du Kosovo
États ayant déclaré ne pas reconnaître l'indépendance du Kosovo
États n'ayant pas exprimé de position (mis à jour le 08 mars 2023)

Le Kosovo n'est pas actuellement membre de l'Organisation des Nations unies (ONU). Pour le devenir, l'entité doit obtenir le soutien de 9 membres du Conseil de sécurité sur les 15, en comprenant l'avis favorable des 5 membres permanents, puis obtenir à l'Assemblée générale un avis positif à la majorité des deux tiers (des 193 membres). Selon le Ministère des Affaires étrangères du Kosovo, le pays serait actuellement reconnu par trois des cinq membres permanents du conseil de sécurité et par 96 autres pays membres de l'ONU,.
Le 17 février 2008, le parlement du Kosovo a proclamé unilatéralement l'indépendance du territoire,. Ce n'était pas la première fois qu'une simple province autonome (et non une république fédérée d'un ancien État fédéral comme le sont la Slovénie, la Croatie, la Macédoine, la Bosnie, le Monténégro ou les anciennes républiques soviétiques) déclarait unilatéralement son indépendance : le Tatarstan, la Tchétchénie, l'Abkhazie, l'Ossétie du Sud-Alanie, la Transnistrie, le Haut-Karabagh et la Crimée l'avaient déjà fait après la dislocation de l'URSS ; mais c'est la première fois qu'un certain nombre de nations reconnaissent cette indépendance. En octobre 2008, à la suite d'un vote à l'Assemblée générale des Nations unies, la Serbie a saisi la Cour internationale de justice pour qu'elle statue sur la légalité de la déclaration d'indépendance du Kosovo, ce qu'elle fait le 22 juillet 2010, en affirmant que celle-ci ne violait pas le droit international, qu'il était possible de déclarer son indépendance sans violer le droit international. En revanche, la CIJ ajoute qu'elle n'est « pas tenue par la question qui lui est posée de prendre parti sur le point de savoir si le droit international conférait au Kosovo un droit positif de déclarer unilatéralement son indépendance. La Cour n'est pas chargée de dire si le Kosovo a accédé à la qualité d'État »,,,.
Le Kosovo n'est reconnu ni par l'ONU (ce qui nécessiterait la reconnaissance de la majorité des États membres de l'ONU), ni par l'Union européenne en raison de l'opposition de plusieurs de ses membres. Majoritairement, ce sont les États qui entretiennent de bonnes relations avec les États-Unis et leurs alliés qui ont reconnu l'indépendance, au contraire de la Russie, la Chine par exemple ou encore une très large partie de l'Amérique du Sud.
- Le 18 février 2008, le Conseil de sécurité de l'ONU s'est réuni à la demande de la Russie pour déclarer « nulle et non avenue » la proclamation unilatérale d'indépendance. Aucun des 14 autres membres n'a suivi la Russie, mais le Conseil de sécurité n'a pas abordé la question de la reconnaissance[136].
- Le 17 juillet 2008, la Serbie annonce qu'elle demandera courant septembre à l'assemblée générale de l'ONU l'autorisation de saisir la Cour internationale de justice pour qu'elle se prononce sur la proclamation d'indépendance du Kosovo, que Belgrade juge illégale[137]. Vuk Jeremić, le jeune ministre des affaires étrangères serbe, a déclaré qu'il a subi des pressions de la part de pays « importants » pour qu'il arrête la procédure de poursuite devant la Cour internationale de justice[138]. Le 22 juillet 2010, celle-ci a déclaré que cette déclaration d'indépendance ne violait pas le droit international[139], mais le président de la Cour, Hisashi Owada, déclare que « La Cour n'est pas chargée de dire si le Kosovo a accédé à la qualité d'État ». Très peu de temps après cet avis, la secrétaire d'État des États-Unis, Hillary Clinton, appelle tous les pays, y compris la Serbie et la Russie, à reconnaître le Kosovo ; le ministre des affaires étrangères serbe Vuk Jeremić a quant à lui affirmé que la Serbie ne reconnaîtrait « jamais » le Kosovo[140].
- Au 22 novembre 2019[141], 93 des 193 pays membres de l'ONU reconnaissent l'indépendance du Kosovo. Taïwan qui n'est pas membre de l'ONU reconnaît le Kosovo.
- Parmi les 28 États membres de l'Union européenne, 23 ont reconnu le Kosovo et 5 sont opposés. Le Conseil de l'UE a reconnu dès le 18 février 2008 la déclaration d'indépendance du Kosovo tout en soulignant que le Kosovo constitue un cas sui generis[142].
- Parmi les dix États membres de la Communauté des États indépendants, un s'est déclaré neutre et huit sont opposés. Le Turkménistan ne s'est pas prononcé.
- Parmi les treize États membres de l'OCDE qui ne sont pas membres de l'Union européenne, dix ont reconnu le Kosovo et un s'est déclaré « préoccupé ».
- Parmi les treize États européens qui ne sont pas membres des trois organisations ci-dessus, huit ont reconnu le Kosovo, un s'est déclaré neutre, un s'est déclaré « préoccupé » et trois sont opposés.

### États ayant reconnu l’indépendance
Au 17 mai 2025, 103 États membres de l'ONU sur les 193 États de l'ONU, ainsi que Taïwan ont formellement reconnu le Kosovo comme un État indépendant et souverain. 45 pays membres de l’ONU sont contre la reconnaissance du Kosovo et cinq autres se sont abstenus[réf. souhaitée].
| États membres de l’Union européenne | - Allemagne - Autriche - Belgique - Bulgarie - Croatie - Danemark - Estonie - Finlande - France - Hongrie - Irlande - Italie - Lettonie - Lituanie - Luxembourg - Malte - Pays-Bas - Pologne - Portugal - Slovénie - Suède - Tchéquie |
| Autres États membres de l'OCDE      | - Australie - Canada - Corée du Sud - États-Unis - Islande - Israël - Japon - Norvège - Nouvelle-Zélande - Royaume-Uni - Suisse - Turquie |
| Autres États membres de l'OCI       | - Afghanistan - Albanie - Arabie saoudite - Bahreïn - Bénin - Brunei - Burkina Faso - Côte d'Ivoire - Djibouti - Égypte[réf. souhaitée] - Émirats arabes unis - Gabon - Gambie - Guinée - Guinée-Bissau, - Guyana - Jordanie - Koweït - Libye - Malaisie - Maldives - Mauritanie - Niger - Oman - Ouganda - Pakistan - Qatar - Sénégal - Somalie - Soudan - Tchad - Yémen |
| Autres États                        | - Andorre - Antigua-et-Barbuda - Bangladesh - Barbade - Belize - Colombie - Comores - Costa Rica - République dominicaine - Eswatini - Fidji - Ghana - Haïti - Honduras - Kenya - Kiribati - Lesotho - Liberia - Liechtenstein - Macédoine du Nord - Malawi - Îles Marshall - États fédérés de Micronésie - Monaco - Monténégro - Palaos, - Panama - Pérou - Saint-Christophe-et-Niévès - Sainte-Lucie - Saint-Marin - Samoa - Salvador - Sierra Leone - Singapour - Tanzanie - Thaïlande - Timor oriental - Tonga - Tuvalu - Vanuatu |

### États opposés
35 États et le Saint-Siège ont déclaré qu'ils ne reconnaîtraient pas l'indépendance du Kosovo, soit en raison de la résolution 1244 du Conseil de sécurité des Nations unies soutenant l'intégrité territoriale de la république fédérale de Yougoslavie dont la Serbie est l'héritière juridique, soit pour d'autres raisons, notamment le fait que le statut initial du Kosovo n'était pas celui d'une république fédérée, mais celui d'une simple région autonome, ce qui, selon ces mêmes pays, risque de créer un précédent ne respectant pas le droit international qui est garant de la stabilité juridique mondiale. Plusieurs de ces pays ont en effet de potentiel problèmes sécessionnistes ou frontaliers internes dont l'exemple du Kosovo risque de faire jurisprudence. C'est le cas de quatre des cinq pays de l'UE, la Grèce ne reconnaît pas par solidarité orthodoxe.
| États membres de l'Union européenne | - Chypre - Espagne, - Grèce - Roumanie, - Slovaquie |
| États membres de la CEI             | - Arménie - Azerbaïdjan - Biélorussie - Kazakhstan[réf. souhaitée] - Kirghizistan - Moldavie - Russie - Tadjikistan - Ukraine |
| Autres États                        | - Algérie - Angola - Argentine - Bolivie - Burundi - Brésil - Chine[réf. souhaitée] - République démocratique du Congo - Dominique - Géorgie - Inde[réf. souhaitée] - Indonésie - Iran - Jamaïque - Laos - Maroc - Nigeria, - Papouasie-Nouvelle-Guinée - Vatican - Sao Tomé-et-Principe - Serbie - Sri Lanka - Suriname - Tunisie - Uruguay - Venezuela - Vietnam |

### États qui ont révoqué leur reconnaissance du Kosovo
À la suite d'une campagne diplomatique « explicative sur le problème du Kosovo-et-Métochie » débutée en octobre 2017 par le ministre des Affaires étrangères de Serbie Ivica Dačić, onze États sont revenus sur leur décision de reconnaissance du Kosovo :
- le Suriname, qui avait reconnu l'indépendance du Kosovo[278], a révoqué sa reconnaissance le 27 octobre 2017. Il est devenu le premier pays à être revenu sur sa décision, ne reconnaissant plus la déclaration d'indépendance unilatérale du Kosovo et la jugeant illégale[279],[280],[281],[282].
- le Burundi est revenu sur sa décision le 17 février 2018, le jour de l'indépendance unilatérale du Kosovo[283],[284],[285].
- la Dominique[286].
- Sao Tomé-et-Principe[286],[287].
- la Papouasie-Nouvelle-Guinée[286],[288].
- la Grenade, le 5 novembre 2018[286].
- les îles Salomon, le 3 décembre 2018[289],[290],[291],[292].
- Madagascar, le 5 décembre 2018[293].
- la République centrafricaine, le 27 juillet 2019[294],[129].
- le Togo, le 28 juin 2019[295],[296],[297],[298]
- la république de Nauru, le 22 novembre 2019[299]. La déclaration de non reconnaissance du Kosovo par Nauru fait pencher la balance à l'ONU. À présent une majorité de pays dans le monde sont contre l'indépendance du Kosovo, sur 193 membres souverains des Nations unies, 93 figurent sur la liste des États qui ont reconnu l'indépendance du Kosovo, 95 pays sont contre et cinq autres se sont abstenus[141].

### Admission par les organisations internationales et reconnaissance par les fédérations sportives
| Organisations internationales et fédérations sportives reconnaissant le Kosovo | Organisations internationales et fédérations sportives ayant donné un statut particulier au Kosovo | Organisations internationales et fédérations sportives ayant refusé de reconnaître le Kosovo |
| --- | -------------------------------------------------------------------------------------------------- | -------------------------------------------------------------------------------------------- |
| - Football (Europe) UEFA - Comité international olympique, - Basket-ball (FIBA) - Athlétisme (EAA) - Haltérophilie (IWF) - Taekwondo (WTF), - Lutte (FILA) comme « Fédération associée, » - Softball (ISF) - Tennis de table (FITT) - Tennis - Football (monde) FIFA - Volley-ball (FIVB et CEV) | - Handball (EHF)                                                                                   |                                                                                              |
| - Union internationale des transports routiers - Fonds monétaire international - Banque mondiale - Association internationale du barreau | - ONU et OMS (cf résolution 1244 du conseil de sécurité de l’ONU)                                  | - Interpol                                                                                   |